# ...I Care Because You Do
…I Care Because You Do (с англ. — «Мне не всё равно, потому что ты заботишься») — третий студийный альбом электронного музыканта Ричарда Д. Джеймса выпущенный под псевдонимом Aphex Twin 24 апреля 1995 года на лейбле Warp Records. Альбом содержит записи, сделанные между 1990 и 1994 годами. Альбом ознаменовал возвращение Джеймса к бит-ориентированному звучанию после преимущественно эмбиентного альбома Selected Ambient Works Volume II и сочетает симфонические и эмбиентные элементы. На обложке альбома изображён автопортрет Ричарда. После выхода альбома композитор Филип Гласс сделал оркестровую аранжировку для Icct Hedral, которая вошла в мини-альбом Donkey Rhubarb 1995 года.
8 октября 2012 года альбом был переиздан на виниле. В 2017 году альбом был переиздан в цифровом формате с восемью бонус-треками

## Композиции
Это последний альбом Джеймса, записанный преимущественно с использованием аналоговых технологий, прежде чем он начал использовать цифровые методы производства музыки.
Согласно AllMusic, в альбоме Джеймс «сочетает свой хардкорный экспериментализм с более симфоническим эмбиентным материалом, соответствующим работам многих постклассических композиторов, таких как Филип Гласс». Писатель Дэйв Томпсон описал альбом как «собирающий спокойные, безмятежные моменты, а затем переходящий в избивающие и сокрушительные бит-тяжелые треки», и сказал, что «ритмы меняются от трансовых к хип-хоповым». Журнал Rolling Stone заявил, что музыка «имеет мало общего с техно в любой из его более популярных форм», сравнив ее с работами Гласса и Джона Кейджа, и сказал, что альбом черпает «больше всего из хип-хопа… Отличительная черта Джеймса — ставить ритм и перкуссию превыше всего; его прекрасные, завораживающие мелодии отодвинуты на задний план».
По словам журнала Exclaim! …I Care Because You Do — альбом, «занимающий промежуточное положение между Филиппом Глассом и Wu-Tang Clan». Журнал Spin назвал данный альбом, показав «лень трип-хопа»,в то время как Dummy Mag сказал, что Джеймс взял трип-хоп и «переделал жанр по своему собственному образу» Entertainment Weekly написал об …I Care Because You Do: «Добавляя слои мягких, теплых аккордов синтезатора поверх сокрушительной электронной перкуссии, Джеймс создает звуки, которые одновременно успокаивают и пугают».

## Критический приём
Sydney Morning Herald дала альбому положительную рецензию, заявив: «Как всегда, палитра звука [Джеймса] поразительна, его аранжировки эффективны и продуманны». Rolling Stone описал альбом как «классическую музыку для поколения, выросшего на сэмплерах», заявив, что Джеймс «создает одну из самых захватывающих и важных музыкальных композиций нашего времени».
Entertainment Weekly похвалил …I Care Because You Do и назвал его превосходящей работой по сравнению с Selected Ambient Works Volume II , написав, что он «возвращает напряжение, больше ударов в минуту и звуковую грязь в его музыку», и что он «создает звуки, которые одновременно успокаивают и пугают — подходящая метафора для современного столкновения технологий и людей, одурманенных ими».

## Трек лист
У каждого трека с альбома есть примечание в виде года записи песни.
| №                   | Название                     | Год записи          | Длительность |
| ------------------- | ---------------------------- | ------------------- | ------------ |
| 1.                  | «Acrid Avid Jam Shred»       | 1994                | 7:38         |
| 2.                  | «The Waxen Pith»             | 1993                | 4:50         |
| 3.                  | «Wax the Nip»                | 1990                | 4:19         |
| 4.                  | «Icct Hedral»                | 1994                | 6:07         |
| 5.                  | «Ventolin»                   | 1994                | 4:29         |
| 6.                  | «Come On You Slags!»         | 1990                | 5:45         |
| 7.                  | «Start as You Mean to Go On» | 1993                | 6:05         |
| 8.                  | «Wet Tip Hen Ax»             | 1994                | 5:17         |
| 9.                  | «Mookid»                     | 1994                | 3:51         |
| 10.                 | «Alberto Balsalm»            | 1994                | 5:11         |
| 11.                 | «Cow Cud Is a Twin»          | 1994                | 5:34         |
| 12.                 | «Next Heap With»             | 1993                | 4:43         |
| Общая длительность: | Общая длительность:          | Общая длительность: | 63:49        |